# Свети Георги (Агиос Василиос)
Вижте пояснителната страница за други значения на Свети Георги.
„Свети Георги“ (на гръцки: Ναός Αγίου Γεωργίου) е възрожденска църква в лъгадинското село Агиос Василиос (Айвасил), Гърция, част от Лъгадинската, Литийска и Рендинска епархия.
Църквата е гробищен храм, разположен в източната част на селото. До построяването на „Успение Богородично“ е и енорийски храм на селото. Построена е в XIX век.
В архитектурно отношение е типичната за епохата трикорабна базилика с дървен покрив. На изток има шестоъгълна апсида, иззидана от дялан варовик с по пет слепи арки в две зони една над друга. В зидарията на храма са вградени различни сполии – релефи, керамика, архитектурни елементи. Ъглните са от дялани камъни. В нишата на протезиса има стенопис, изобразяващ Дейсис. Стенопис има и отвън в нишата над западната врата, както и на северната стена. След изграждането на „Успение Богородично“ повечето от преносимите икони са прехвърлени в нея. В „Свети Георги“ не остават почти никакви елементи от оригиналната украса освен четири преносими икони. В „Успение Богородично“ има 21 преносими икони и 19 стари книги.
В 1978 година е подменен покривът на църквата.
В 1983 година църквата е обявена за паметник на културата.
- Икони от храма
- „Свети Димитър“, 79 Χ 99.
 Ο ΑΓΙΟΣ ΔΗΜΗΤΡΙΟΣ. Иконата е надживописана
- „Свети Георги“, 77 Χ 99.
 ΑΓΙΟΣ ΜΕΓΑΛ. ΓΕΩΡΓΙΟΣ. Иконата е надживописана
- „Свети Атанасий“, 77 Χ 99.
 Ο ΑΓΙΟς ΑΘΑ/ΝΑCΙΟς. Иконата е надживописана.
- „Свети Николай“, 58 Χ 79 Χ 2,5.
 Ο ΑΓΙΟΣ ΝΙΚΟΛΑΟς
ΙΣ ΧC
ΜΗ(ΤΗ)Ρ Θ(ΕΟ)Υ. Иконата е надживописана